# اچ‌ام‌اس قطعنامه (۱۷۰۵)
اچ‌ام‌اس قطعنامه (۱۷۰۵) (به انگلیسی: HMS Resolution (1705)) یک کشتی بود که طول آن ۱۵۰ فوت ۱۰ اینچ (۴۶٫۰ متر) بود.